# Austin Metro
De Austin Metro is een automodel van de Britse autofabrikant British Leyland. Hij werd vanaf de zomer van 1980 gebouwd door de dochteronderneming Austin Rover en aangeboden onder de merknamen Austin, Rover en MG, totdat hij in het begin van de jaren 90 werd gerestyled en de naam Rover 100 kreeg.

## Geschiedenis
De Metro werd in 1980 gelanceerd als de Austin Mini Metro en was bedoeld om de populaire Mini aan te vullen en uiteindelijk te vervangen. De Metro werd ontwikkeld onder de codenaam LC8 en als de Mini in zijn tijd, was ook de Metro progressief ontworpen. Het was een driedeurs hatchback en de eerste auto waarin de achterbank deelbaar was in een ongelijk een- en tweepersoonsdeel. Deelbare achterbanken waren er al eerder maar niet met de 1/3-2/3-verdeling die inmiddels bij veel auto's met neerklapbare achterbank gangbaar is. 
De verwachtingen waren hooggespannen en de lancering in aanwezigheid van premier Margaret Thatcher was een groots moment. Bij de introductie werd de Metro verkocht onder de merknaam Austin. Vanaf 1982 kwamen sportieve MG Metro-versies beschikbaar. De Metro was groter dan de Mini en vanaf de herfst van 1985 was hij ook verkrijgbaar als vijfdeurs hatchback.
De animo op de thuismarkt was groot, mede doordat Lady Di in een vroeg exemplaar rondreed, maar in Continentaal Europa verliep de verkoop matig. De Metro was relatief duur en daarnaast speelden matige prestaties en het gebrek aan een vijfversnellingsbak hem parten, een gevolg van de uit de Mini overgenomen aandrijflijn. Zuinig was hij wel.
De aandrijving was gebaseerd op de techniek van de Mini, maar had enkele veranderingen ondergaan. De motoren hadden 998 cc (33 kW) en 1.275 cc (46 kW, 70 kW in de Metro Turbo). Aangezien de 1275 cc-motor als eerste (in gewijzigde vorm) in de Metro was gemonteerd en de Mini toen nog uitsluitend met de 998 cc-motor werd geleverd, zijn veel Metro- en Metro Turbo's gedegradeerd tot orgaandonor en nu met hun oorspronkelijke motorisatie slechts zeer zelden te vinden. Het onderstel was net als bij de Austin Allegro voorzien van Hydragas-vering, een doorontwikkeling van de Hydrolastic-vering van enkele oudere BMC-modellen.
De MG Metro 6R4 werd in 1984 ontworpen voor de kortlevende Groep B-rallysportklasse. De wedstrijdauto had slechts een verre gelijkenis met de normale Metro, zo had de 6R4 een zescilinder middenmotor, vierwielaandrijving en slechts twee zitplaatsen. De Metro was ook beschikbaar in een bestelwagenversie (Van). Deze had een normale carrosserie maar zonder de achterste zijruiten.
Met een facelift in het najaar van 1984 werd de voorkant van de Metro aangepast en voorzien van meer kleur; de MG-versies kregen bumpers in carrosseriekleur en meer spoorbreedte. Ook was er een nieuw dashboardontwerp met de schakelaars en instrumenten van de Maestro en Montego.
In 1987 kwam de merknaam Austin te vervallen en werd hij simpelweg als Metro verkocht, vanaf 1990 als Rover Metro. In het Verenigd Koninkrijk bleef de naam Metro in gebruik tot het voorjaar van 1994, terwijl de auto na de facelift in het voorjaar van 1990 in Nederland en vele andere exportmarkten als Rover 100 in de verkoop was gegaan.
Hoewel de R3-generatie van de Rover 200 (geïntroduceerd in 1995 en kleiner dan de vorige 200-modellen) oorspronkelijk was ontworpen als opvolger van de Metro, werd deze na de lancering niet als zodanig op de markt gebracht. De Rover 100 ging uiteindelijk in 1998 uit productie en werd drie jaar overleefd door de originele Mini die hij oorspronkelijk had moeten vervangen.

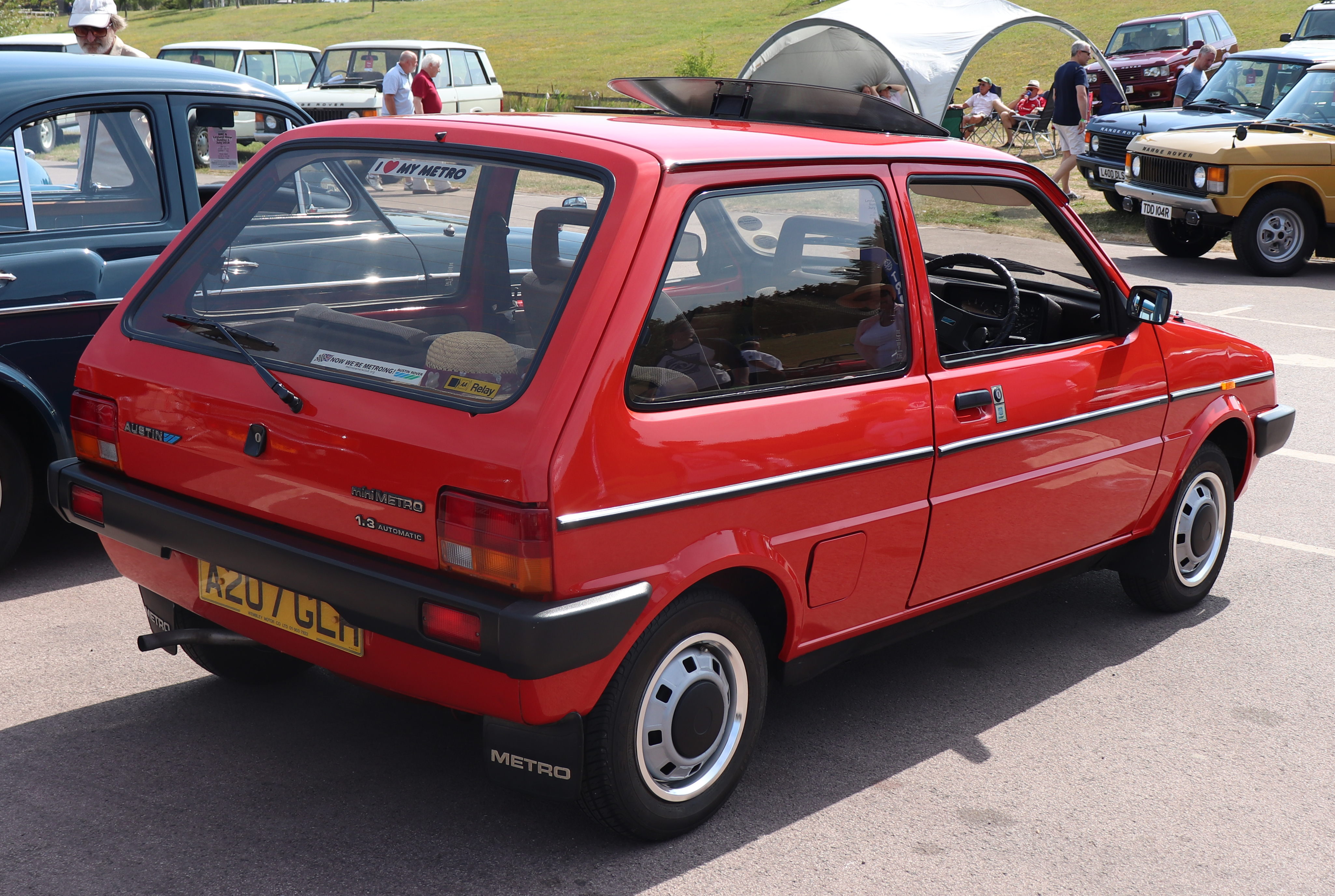
Austin Mini Metro
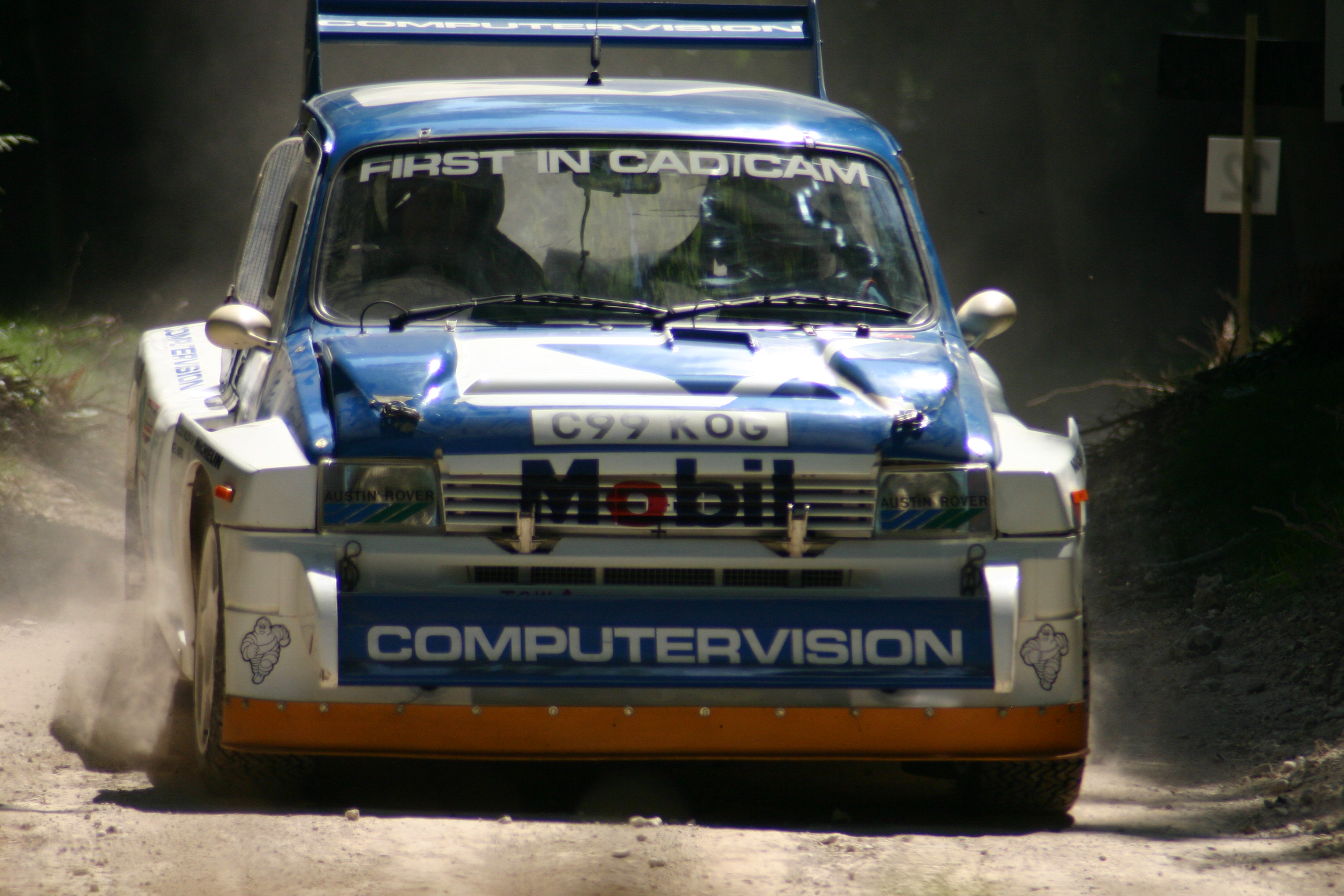
MG Metro 6R4
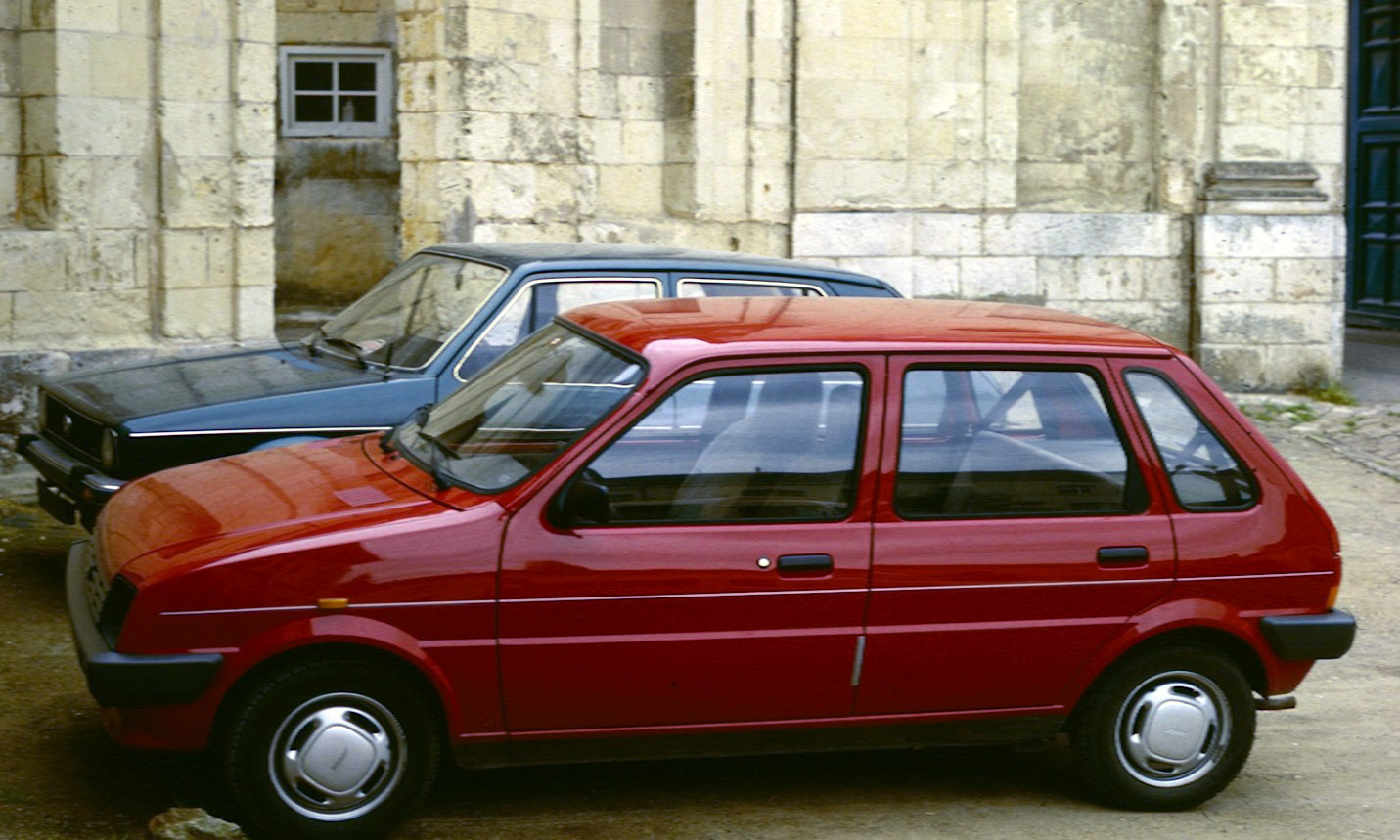
Austin Metro vijfdeurs
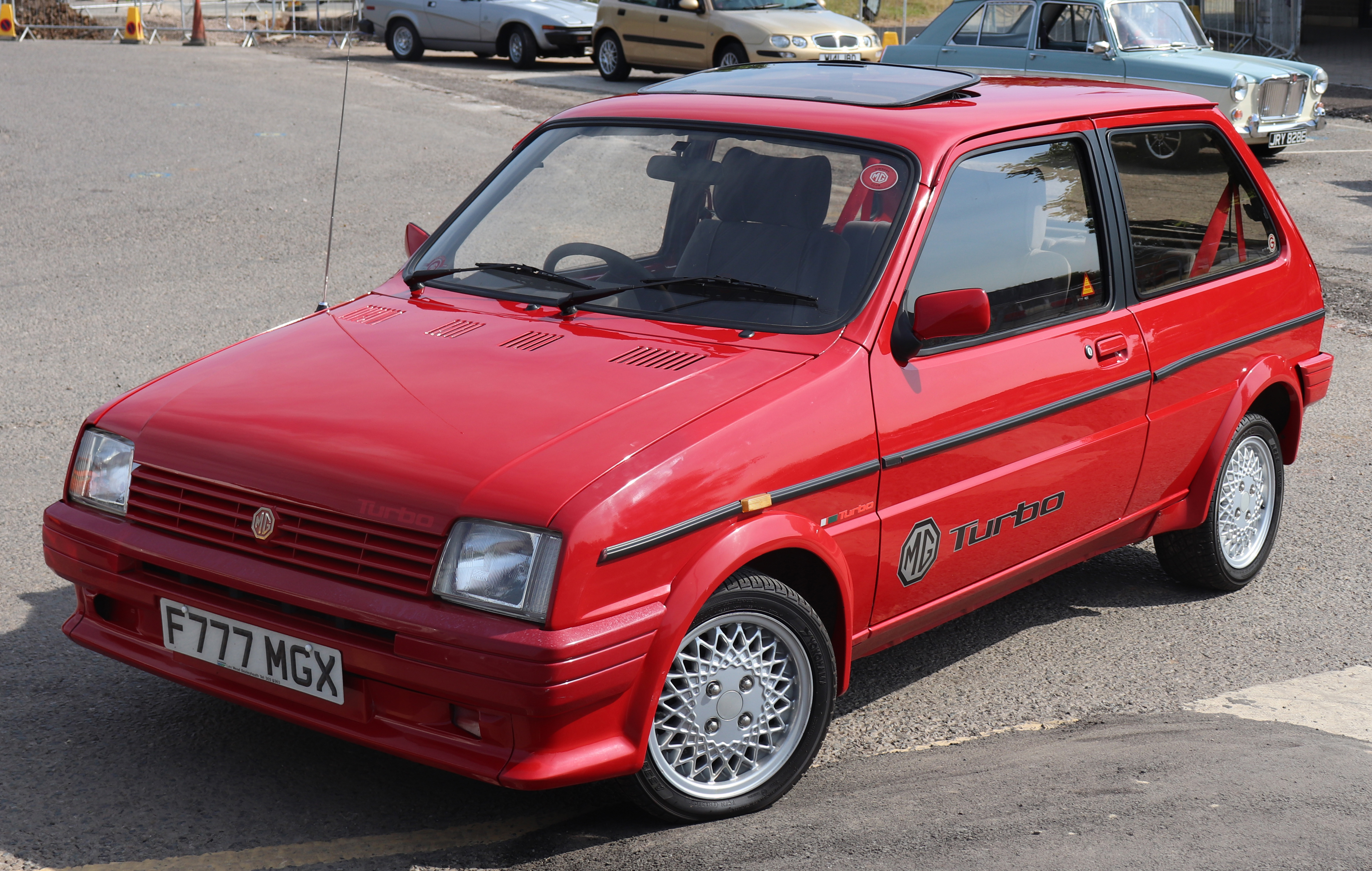
MG Metro Turbo
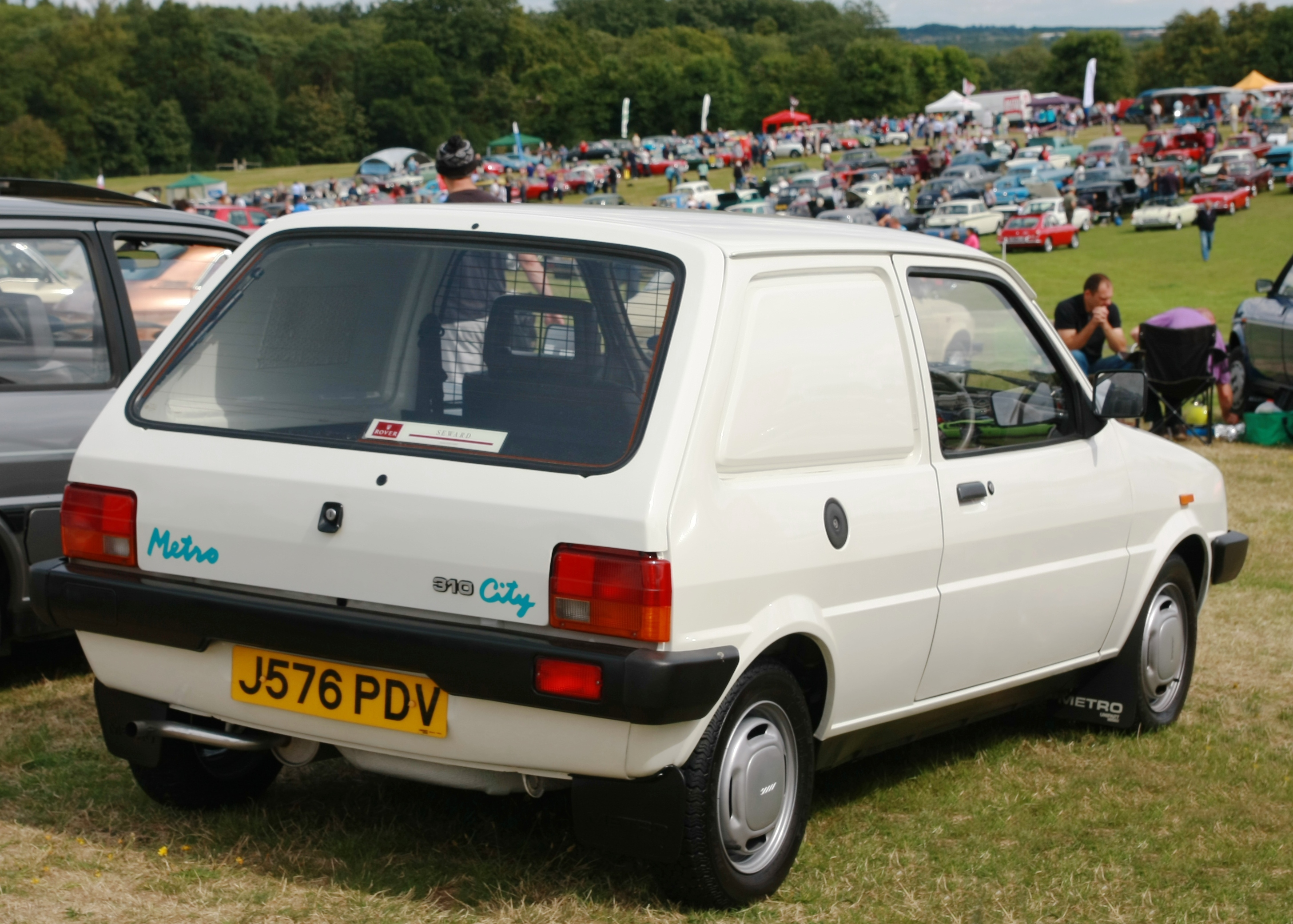
Metro Van